# Nile
Nile är ett technical death metal-band från Greenville, South Carolina, USA, som grundades 1993. Nile har i huvudsak (ofta brutal) egyptologi som tema, både i låttexterna och musikaliskt många inslag av egyptologiska ljudeffekter i bakgrunden, men även annan mycket djup mytologi – då exempelvis låten "What Can Be Safely Written" ur albumet Ithyphallic handlar om gudmonstret Cthulhu.

## Historia

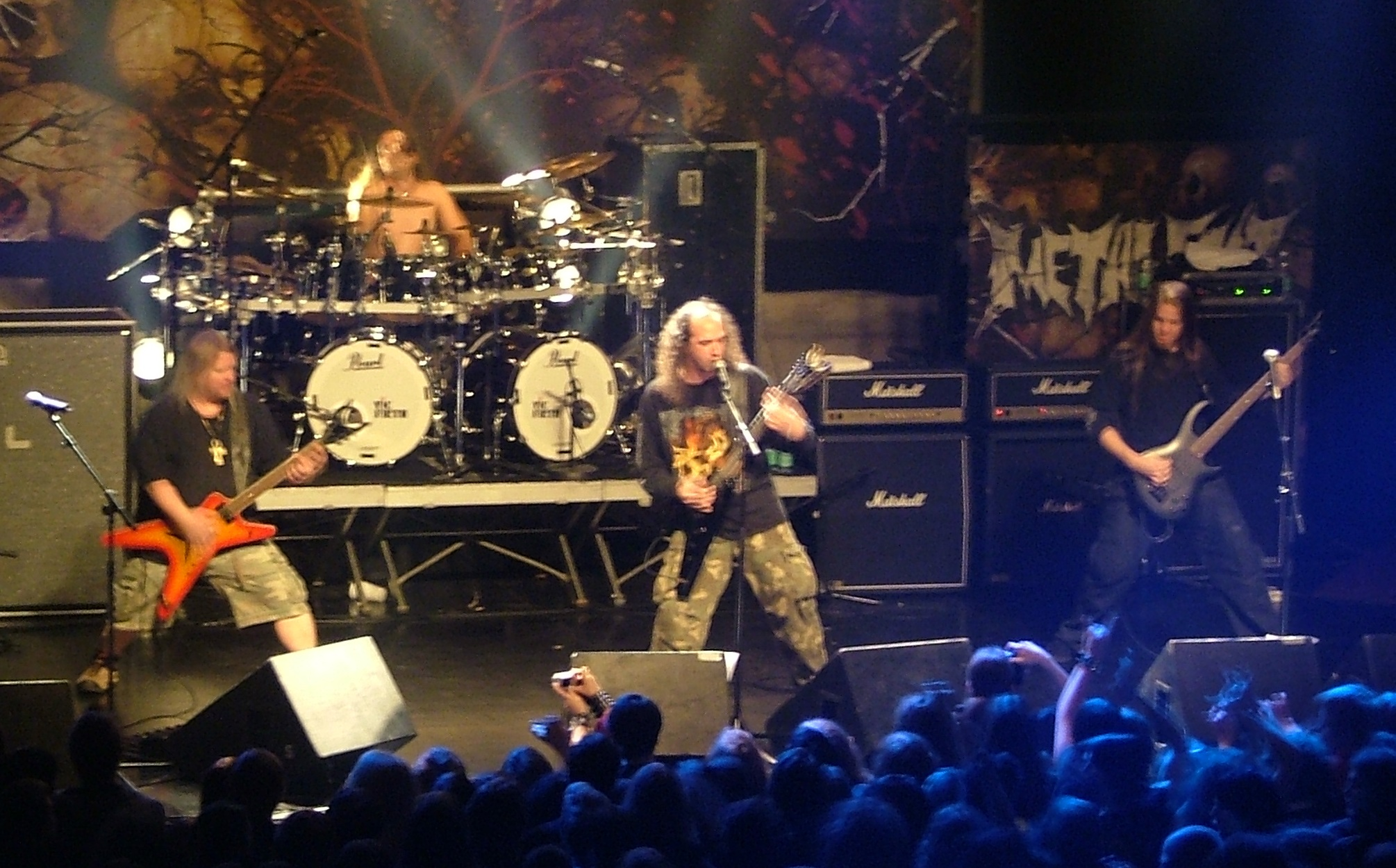
Nile på Metalfest 2007

Bandet grundades 1993 av sångaren och gitarristen Karl Sanders, som sedan dess varit bandets frontman. I den första uppsättningen tillsammans med Chief Spires på bas och Pete Hammoura på trummor, kom den första, självbetitlade, demon 1994, och året därpå gavs vinyl-EP:n Festivals of Atonement ut på Anubis. Efter att gitarristen John Ehlers anslutit gavs trespårs-EP:n Ramses Bringer of War ut av Visceral Records 1997.

## Medlemmar
Nuvarande medlemmar

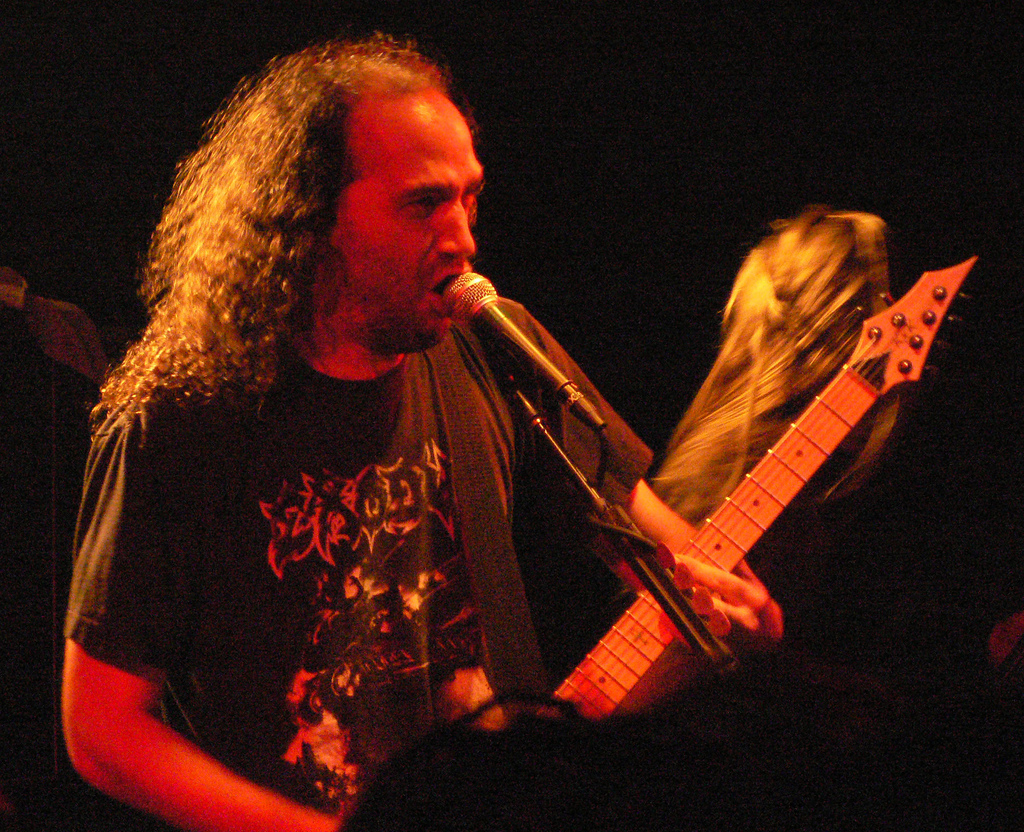
Dallas Toler-Wade på Jaxx Nightclub 2007

- Karl Sanders – gitarr, sång, keyboard, bagitarr, bouzouki, saz (1993–)
- George Kollias – trummor, slagverk (2004–)
- Brad Parris – basgitarr, sång (2015–)
- Brian Kingsland – gitarr, sång (2017–)

Tidigare medlemmar
- Chief Spires – basgitarr, sång (1993–2001)
- Pete Hammoura – trummor, sång (1993–2000)
- John Ehlers – gitarr (1997)
- Dallas Toler-Wade – gitarr, basgitarr, sång (1997–2017)
- Tony Laureano – trummor (2000–2004)
- Jon Vesano – basgitarr, sång (2000–2005)
- Chris Lollis – basgitarr, sång (2007–2012)
- Todd Ellis – basgitarr, sång (2012–2015)

Turnerande medlemmar
- Tim Yeung – trummor (2003)
- Joe Payne – basgitarr, sång (2005–2007)
- Kreishloff (Christian Lofgren) – basgitarr, sång (2005)
- Steve Tucker – basgitarr, sång (2005)

Studiomusiker
- Drilbu Dungkar – flöjt, gong (1998)
- Mahala Kapala – percussion (1998)
- Mudflap – sång (1998)
- Penga Grande – sång (1998)
- Gyuto Drupka – sång (1998)
- Mostafa Abd el Aziz – argoul (2000)
- Derek Roddy – trummor, sång (2000)
- Aly et Maher el Helbney – andning (2000)
- Mohammed El Hebney – sång (2000)
- Ross Dolan – sång (2000)
- Gary Jones – sång (2000)
- Scott Wilson – sång (2000)
- Bob Moore – sång (2000)
- Boz Porter – sång (2000)
- Jon Vesano – sång (2002, 2009, 2012, 2015)
- Mike Breazeale – sång (2002, 2005, 2009, 2012, 2015)
- Chris Lollis – sång (2007)
- Pete Hammoura – sång, percussion (2009, 2015)
- Chief Spires – sång (2009)
- David Merideth – sång (2009)
- Jason Hagan – sång (2012)
- Brad Parris – sång (2015)
- Jason Hagan – sång (2015)
- Robert Dirr – sång (2015)
- Rick Ballenger – sång (2015)
- Larry Gore – sång (2015)
- Dion Sweatt – sång (2015)
- Rob Crouch Matthew Kay – sång (2015)
- Jason Moon – sång (2015)
- Shawn Allen – sång (2015)
- Matt Nations – sång (2015)
- Zach Guttery – sång (2015)
- Brillo Fusillo – sång (2015)
- Dana Bryant – sång (2015)
- Chris King – sång (2015)
- Justin Wilbanks – sång (2015)
- Aaron Morris – sång (2015)

## Diskografi
Demo
- 1994 – Nile / Worship the Animal
- 1997 – Ramses Bringer of War

Studioalbum
- 1998 – Amongst the Catacombs of Nephren-Ka
- 2000 – Black Seeds of Vengeance
- 2002 – In Their Darkened Shrines
- 2005 – Annihilation of the Wicked
- 2007 – Ithyphallic
- 2009 – Those Whom the Gods Detest
- 2012 – At the Gate of Sethu
- 2015 – What Should Not Be Unearthed
- 2019 – Vile Nilotic Rites

EP
- 1995 – Festivals of Atonement

Singlar
- 2002 – "Unas, Slayer of the Gods"
- 2007 – "Papyrus Containing the Spell to Preserve Its Possessor Against Attacks from He Who Is in the Water"
- 2015 – "Call to Destruction"

Samlingsalbum
- 1999 – In the Beginning
- 2007 – Legacy of the Catacombs

Video
- 2010 – Making Things That Gods Detest (DVD)

Annat
- 2009 – "Permitting the Noble Dead to Descend to the Underworld" / "We Are the Horde" (delad 7" vinyl: Nile / Vader)